# 国医大师
国医大师是由中华人民共和国国家中医药管理局在全国范围内评选的大师级中医药（含藏医、蒙医、维医）专家。目前共评选四届，2008年第一届评选出30名，2014年第二届评选出30名，2017年第三届评选出30名，2022年第四届评选出30名，共计120名。
该称号原则上只授予在世者，四届国医大师中仅有巴黑·玉素甫一人为追授。

## 第一届“国医大师”（按姓氏笔画为序）
- 王玉川，北京中医药大学主任医师、教授。
- 王绵之，北京中医药大学主任医师、教授。
- 方和谦，首都医科大学附属北京朝阳医院主任医师、教授。
- 邓铁涛，广州中医药大学主任医师、教授。
- 朱良春，南通市中医院主任医师、教授。
- 任继学，长春中医药大学附属医院主任医师。
- 苏荣扎布，内蒙古医学院主任医师、教授。
- 李玉奇，辽宁中医药大学附属医院主任医师。
- 李济仁，皖南医学院附属弋矶山医院主任医师、教授。
- 李振华，河南中医学院主任医师、教授。
- 李辅仁，卫生部北京医院主任医师。
- 吴咸中，天津医科大学、天津市南开医院主任医师、教授，中国工程院院士。
- 何任，浙江中医药大学主任医师、教授。
- 张琪，黑龙江省中医研究院主任医师。
- 张灿岬，山东中医药大学主任医师、教授。
- 张学文，陕西中医学院主任医师、教授。
- 张镜人，上海市第一人民医院主任医师、教授。
- 陆广莘，中国中医科学院主任医师。
- 周仲瑛，南京中医药大学主任医师、教授。
- 贺普仁，首都医科大学附属北京中医医院主任医师、教授。
- 班秀文，广西中医学院主任医师、教授。
- 徐景藩，江苏省中医院主任医师、教授。
- 郭子光，成都中医药大学主任医师、教授。
- 唐由之，中国中医科学院主任医师、研究员。
- 程莘农，中国中医科学院主任医师、教授，中国工程院院士。
- 强巴赤列，西藏自治区藏医院主任医师。
- 裘沛然，上海中医药大学主任医师、教授。
- 路志正，中国中医科学院主任医师。
- 颜正华，北京中医药大学主任医师、教授。
- 颜德馨，同济大学附属第十人民医院主任医师。

## 第二届“国医大师”（按姓氏笔画为序）
- 干祖望，南京中医药大学附属医院主任中医师、教授。
- 王琦，北京中医药大学主任医师、终身教授、研究员。
- 巴黑·玉素甫，新疆维吾尔自治区维吾尔医医院主任医师。
- 石仰山，上海市黄浦区中心医院名誉院长，主任医师。
- 石学敏，中国工程院院士，天津中医药大学第一附属医院名誉院长。
- 占堆，西藏自治区藏医院名誉院长，主任医师。
- 阮士怡，天津中医药大学第一附属医院主任医师、教授。
- 孙光荣，北京中医药大学远程教育学院原副院长，主任医师、研究员。
- 刘志明，中国中医科学院广安门医院主任医师。
- 刘尚义，贵阳中医学院、贵阳中医学院第一附属医院主任医师。
- 刘祖贻，湖南省中医药研究院研究员。
- 刘柏龄，长春中医药大学终身教授、主任医师。
- 吉格木德，内蒙古医科大学教授、主任医师。
- 刘敏如，成都中医药大学教授。
- 吕景山，山西中医学院第三中医院（山西省针灸研究所）教授、主任医师。
- 张大宁，天津市中医药研究院名誉院长，天津市中医肾病研究所所长。
- 李士懋，河北中医学院教授、主任医师。
- 李今庸，湖北中医药大学教授。
- 陈可冀，中国科学院院士，中国中医科学院主任医师、首席研究员、终身研究员。
- 金世元，北京卫生职业学院主任药师。
- 郑新，重庆市中医院主任医师。
- 尚德俊，山东中医药大学教授，山东省中医院外科主任、主任医师。
- 洪广祥，江西中医药大学教授、主任中医师。
- 段富津，黑龙江中医药大学教授。
- 徐经世，安徽中医药大学第一附属医院主任医师、教授。
- 郭诚杰，陕西中医学院教授、主任医师。
- 唐祖宣，河南省邓州市中医院院长，主任医师。
- 夏桂成，江苏省中医院主任中医师、教授。
- 晁恩祥，中日友好医院主任医师、教授。
- 禤国维，广州中医药大学首席教授、主任医师。

## 第三届“国医大师”（按姓氏笔画为序）
- 王世民，山西中医学院主任医师。
- 王烈，长春中医药大学附属医院主任医师、教授。
- 韦贵康，广西中医药大学教授。
- 卢芳，哈尔滨市中医医院主任医师。
- 包金山，内蒙古民族大学附属医院主任医师。
- 尼玛，青海省藏医院主任医师。
- 吕仁和，北京中医药大学东直门医院主任医师、教授。
- 朱南孙，上海中医药大学附属岳阳中西医结合医院主任医师。
- 伍炳彩，江西中医药大学主任医师、教授。
- 刘嘉湘，上海中医药大学附属龙华医院主任医师、教授。
- 许润三，中日友好医院主任医师。
- 李业甫，安徽省中西医结合医院主任医师、教授。
- 李佃贵，河北省中医院主任医师、教授。
- 杨春波，福建中医药大学附属第二人民医院主任医师。
- 邹燕勤，江苏省中医院主任医师、教授。
- 沈宝藩，新疆维吾尔自治区中医医院主任医师、教授。
- 张志远，山东中医药大学教授。
- 张磊，河南中医药大学第三附属医院主任医师。
- 张震，云南省中医中药研究院主任医师、研究员。
- 周岱翰，广州中医药大学第一附属医院主任医师。
- 周学文，辽宁中医药大学附属医院主任医师。
- 周信有，甘肃中医药大学教授。
- 段亚亭，重庆市中医院主任医师。
- 柴嵩岩，首都医科大学附属北京中医医院主任医师。
- 梅国强，湖北中医药大学主任医师、教授。
- 葛琳仪，浙江省中医院主任医师。
- 雷忠义， 陕西省中医医院主任医师。
- 廖品正，成都中医药大学教授。
- 熊继柏，湖南中医药大学主任医师、教授。
- 薛伯寿，中国中医科学院广安门医院主任医师。[3]

## 第四届“国医大师”（按姓氏笔画为序）
- 丁樱，河南中医药大学第一附属医院主任医师、教授
- 王永钧，杭州市中医院主任医师
- 王自立，甘肃省中医院主任医师
- 王庆国，北京中医药大学主任医师、教授
- 王晞星，山西省中医院主任医师
- 王新陆，山东中医药大学教授
- 皮持衡，江西中医药大学主任医师、教授
- 孙申田，黑龙江中医药大学附属第二医院主任医师、教授
- 严世芸，上海中医药大学教授
- 李文瑞，北京医院主任医师
- 杨震，西安市中医医院主任医师
- 肖承悰，北京中医药大学东直门医院主任医师、教授
- 何成瑶，贵州中医药大学第二附属医院主任医师、教授
- 余瀛鳌，中国中医科学院中国医史文献研究所主任医师、研究员
- 张伯礼，天津中医药大学教授
- 张静生，辽宁中医药大学附属医院主任医师、教授
- 陈民藩	福建中医药大学附属人民医院主任医师、教授
- 陈彤云，首都医科大学附属北京中医医院主任医师
- 陈绍宏，成都中医药大学附属医院主任医师
- 林毅，	广州中医药大学第二附属医院主任医师
- 林天东，海南省中医院主任医师
- 旺堆，	西藏藏医药大学主任医师、教授
- 南征，长春中医药大学附属医院教授
- 凃晋文，湖北中医药大学主任医师、教授
- 施杞，上海中医药大学主任医师、教授
- 姚希贤，河北医科大学第二医院主任医师、教授
- 翁维良，中国中医科学院西苑医院主任医师、研究员
- 黄瑾明，广西中医药大学第一附属医院教授
- 韩明向，安徽中医药大学第一附属医院主任医师、教授
- 潘敏求，湖南省中医药研究院主任医师